# Григоровская (Вельский район)
Григоровская — деревня в Вельском районе Архангельской области. Относится к муниципальному образованию «Ракуло-Кокшеньгское».

## География
Деревня расположена в 53 километрах на восток от Вельска близ старицы на левом берегу реки Кокшеньга (приток Устьи). Ближайшие населённые пункты: на востоке деревня Суяновская, на юге посёлок железнодорожной станции Кокшеньга.
Часовой пояс
Григоровская, как и вся Архангельская область, находится в часовой зоне МСК (московское время). Смещение применяемого времени относительно UTC составляет +3:00.

## Население
| 2002 | 2010 | 2012 | 2014 |
| ---- | ---- | ---- | ---- |
| 8    | ↘6   | ↘5   | →5   |

## История
Указана в «Списке населённых мест по сведениям 1859 года» в составе Вельского уезда Вологодской губернии под номером «2470» как «Григоровская». Насчитывала 7 дворов, 17 жителей мужского пола и 24 женского.
В материалах оценочно-статистического исследования земель Вельского уезда упомянуто, что в 1900 году в административном отношении деревня входила в состав Ракуло-Кокшеньгского сельского общества Устьвельской волости. На момент переписи в селении Григоровское находилось 12 хозяйств, в которых проживало 40 жителей мужского пола и 39 женского.